# Ikitus
Els ikitus, o en la seva forma castellanitzada Iquitus són un poble amerindi amazònic, en el passat van arribar a ocupar territori que incloïa la zona on actualment es troba la ciutat d'Iquitos, capital de Loreto. Aquesta ciutat hauria estat dita així pels ikitus.
Igual que els pobles arabela i vacacocha, la llengua del poble ikitu pertany a la família lingüística llengües zaparoanes.
El poble ikitu habita principalment a la província de Maynas, departament de Loreto. Segons dades obtingudes pel Ministeri de Cultura el 2017, la població de les comunitats del poble ikitu s'estima en 1.352 persones, de les que 512 encara parlen la llengua iquito.

## Història
Els ikitu habitaven una vasta regió que incloïa l'àrea on avui es troba la ciutat d'Iquitos, part del riu Nanay i els seus tributaris, el riu Blanco i el Chambira (Girard 1958). Més endavant, els ikitu haurien estès la seva presència des del riu Tigre fins al riu Napo. En aquells temps, estaven dividits en tres sub grups: els ikitu (o iquito), els maracanos i els auves (INEI 2007).
Durant els segles XVII i XVIII, molts ikitu van ser obligats a incorporar-se a missions de l'Orde Jesuïta. De manera general, el contacte amb agents forans els va afectar físicament, ocasionant epidèmies que van delmar de manera important a aquest poble (Mayor y Aparicio 2009).
En 1737 es va dur a terme el primer intent de pacificació, i per a l'any 1740 els missioners de la Companyia de Jesús van aconseguir organitzar reduccions amb ells, arribant a fundar un total de 8 missions entre 1740 i 1767. A partir d'aquest últim any, quan es consolida la Reducció de San Pablo del Napeano, alguns membres del poble ikitu s'estableixen definitivament en aquest lloc, el qual seria després la ciutat de Iquitos. No obstant això, un altre grup retornaria als seus llocs d'origen en el Nanay, Pintayacu i Chambira (Mayor i Aparicio 2009). En 1925, es trobaven encara diversos centenars de ikitu en el mitjà i baix Nanay, i uns mil al baix Curaray (INEI 2007).
Actualment, la ciutat més important de l'orient peruà porta el nom d'aquest poble, en homenatge als primers pobladors de la zona. No se sap amb exactitud quan i qui es van establir en l'altiplà envoltat pels rius Nanay, Amazones, Itaya i llac Moronacocha, lloc on se situa actualment la ciutat d'Iquitos. Es creu que l'any 1757 l'antic poble de San Pablo de Napeanos es va traslladar a les terres altes i planes. Alhora, l'any 1785, en documents del governador Francisco Requena, es troba una relació de 22 pobles, molt separats entre si, que pertanyen a la Governació General de Maynas, pobles habitats per ètnies napeanes i ikitu, sent aquests últims els més nombrosos. Així, per a l'any 1789, en els documents oficials de Requena, apareix el nom del Caserío de los Iquito, que va continuar sent després el nom de la ciutat (Major i Aparicio 2009).
Per a Sullón (2006), la defunció de l'últim curaca Alejandro Inuma en la dècada de 1940 va ser decisiu per a aquest poble, perquè va deixar de transmetre's l'ikitu com a llengua materna i molts dels seus costums van començar a perdre's.

## Institucions socials, econòmiques i polítiques
Una de les principals activitats tradicionals de subsistència per als ikitu és l'agricultura, sent els seus principals productes agrícoles la iuca, el plàtan, el camote, blat de moro, sachapapa, tabac, cotó i candelera. Amb relació a les seves altres activitats, Alberto Chirif i Carlos Mora (1977) han sostingut que les seves eines tradicionals per a la pesca i la caça són l'arpó i la fletxa, així com, la llança i la sarbatana, respectivament. En els últims anys, es ve donant l'extracció forestal a través d'habilitadors fusters (Mayor i Aparicio 2009).
Els ikitu viuen en comunitats, on principalment els adults majors preserven l'ús de la seva pròpia llengua. No obstant això, com a producte de la pèrdua de la llengua originària, s'observa un procés important de mestissatge entre les generacions més joves. Això mateix s'observa per a les unions matrimonials, ja que molts d'ells s'uneixen amb indígenes d'altres grups ètnics com shiwilu, achuar i shawi (Mayor i Aparicio 2009).

## Cens de comunitats
A partir del Cens de Comunitats Indígenes de la Amazonía realitzat l'any 2007, la població de les comunitats autoidentificades com ikitu s'estima en 519 persones, situades principalment a la regió Loreto. Segons les dades del mateix cens, la població major de 14 anys ascendeix a 289 persones, per a les quals s'estima que l'índex d'analfabetisme és del 8% (INEI 2007).